# Katolicki Uniwersytet Eichstätt-Ingolstadt
Katolicki Uniwersytet Eichstätt-Ingolstadt (niem. Katholische Universität Eichstätt-Ingolstadt) – katolicka niemiecka szkoła wyższa. 
Uczelnia w obecnej formie została utworzona w 1980 roku, ale nawiązuje do tradycji wcześniejszych jednostek dydaktycznych. W Eichstätt od 1564 roku funkcjonowało Collegium Willibaldinum, połączone w 1972 roku z kolegium edukacyjnym, założonym przez biskupów Bawarii w 1958 roku.  
W 1989 roku do uczelni przyłączono Szkołę Zarządzania w Ingolstadt, która z kolei nawiązywała do tradycji Uniwersytetu w Ingolstadt, funkcjonującego w tym mieście w latach 1472–1800.

## Struktura organizacyjna
W skład uczelni wchodzą następujące jednostki organizacyjne:
- Wydział Business Administration
- Wydział Historii i Nauk Społecznych
- Wydział Filologii i Literatury
- Wydział Matematyki i Geografii
- Wydział Filozofii i Edukacji
- Wydział Edukacji Religijnej
- Wydział Pracy Socjalnej
- Wydział Teologii
- Instytut Przedsiębiorczości
- Instytut Studiów Latynoamerykańskich
- Instytut Małżeństwa i Rodziny w Społeczeństwie.